# NGC 2294
NGC 2294 is een elliptisch sterrenstelsel in het sterrenbeeld Tweelingen. Het hemelobject werd op 22 februari 1849 ontdekt door Johnstone Stoney, assistent van de Ierse astronoom William Parsons.

## Theta Geminorum (34 Geminorum)
NGC 2294, alsook NGC 2290, NGC 2291, NGC 2288, en NGC 2289, zijn vrij gemakkelijk op te sporen daar ze zich, vanaf de aarde gezien, schijnbaar iets minder dan een graad ten zuidwesten van de betrekkelijk heldere ster Theta Geminorum (34 Geminorum) bevinden. Amateurastronomen, gewapend met telescopen, kunnen Theta Geminorum dan ook als gidsster aanwenden om deze groep sterrenstelsels op te kunnen sporen.

## Synoniemen
- MCG 6-15-14
- ZWG 175.21
- IRAS 06478+3335
- PGC 19729